# Gewöhnlicher Asphaltklee
Der Gewöhnliche Asphaltklee (Bituminaria bituminosa, Synonym: Psoralea bituminosa), auch Harzklee oder Pechklee genannt, ist eine Pflanzenart aus der Gattung Asphaltklee (Bituminaria) innerhalb der Familie der Hülsenfrüchtler (Fabaceae).

## Beschreibung

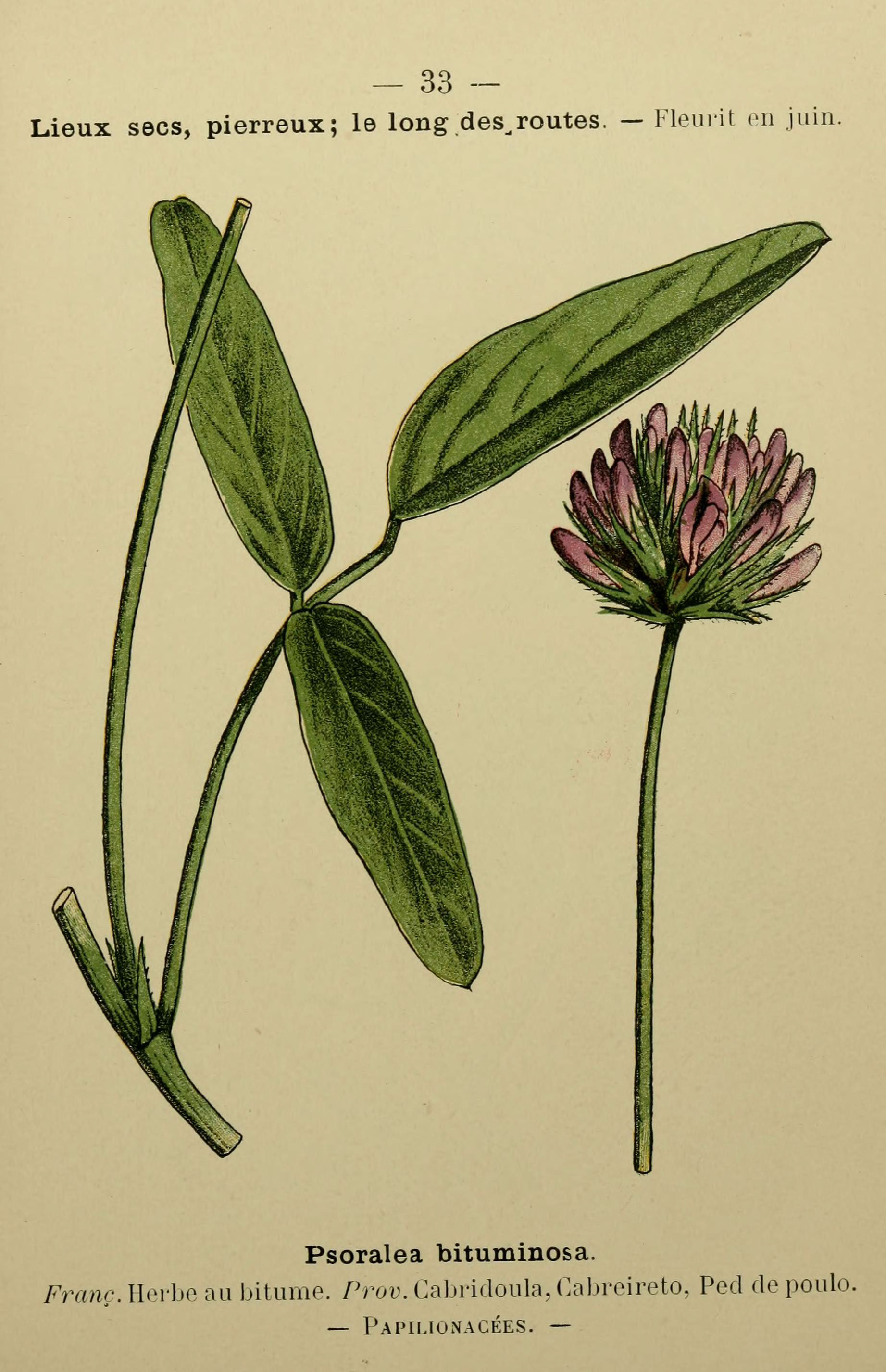
Illustration aus Flore coloriée de poche du littoral méditerranéen de Gênes à Barcelone y compris la Corse

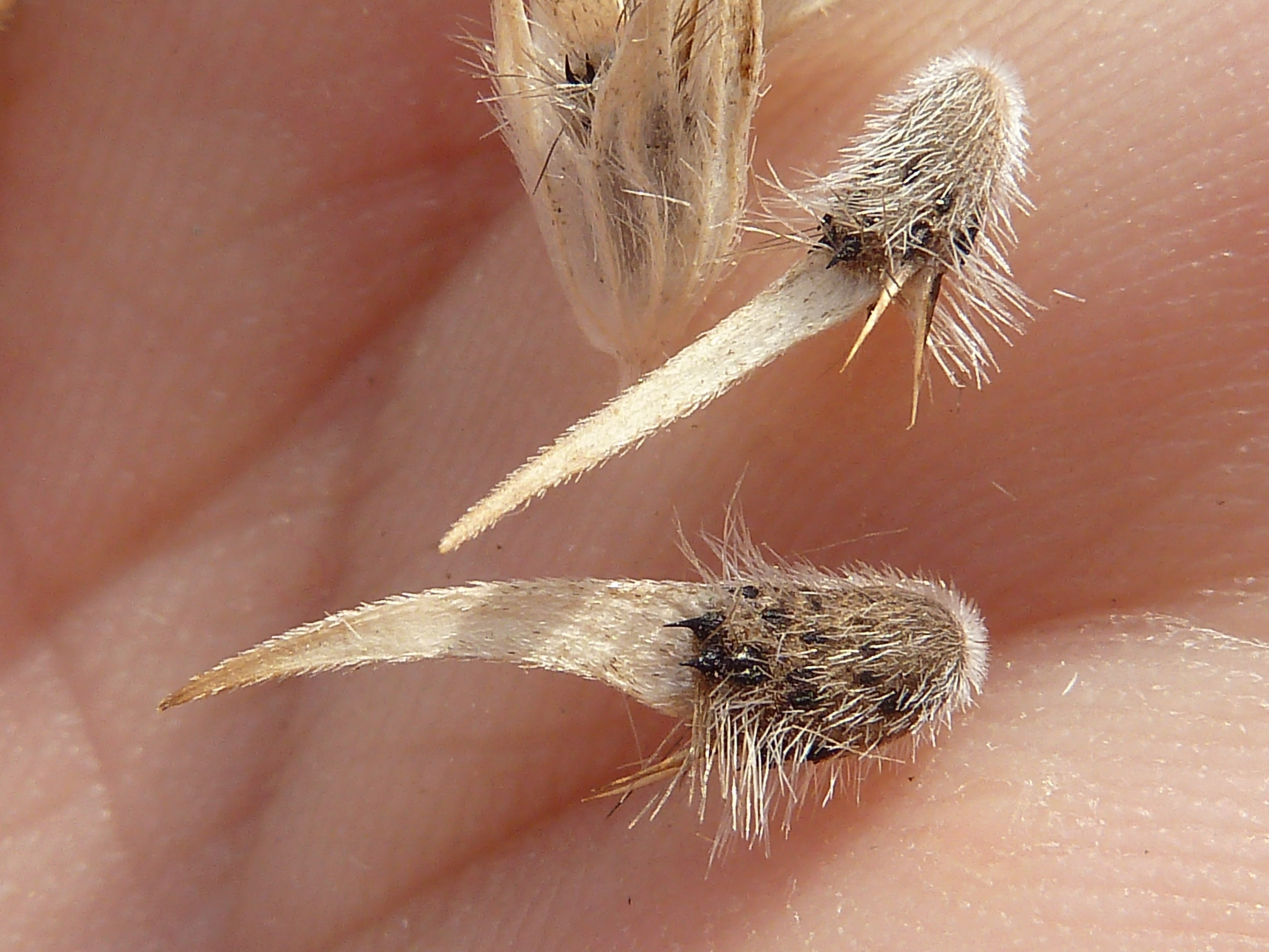
Früchte

### Vegetative Merkmale
Der Gewöhnliche Asphaltklee ist eine ausdauernde krautige Pflanze mit verholzender Basis und erreicht Wuchshöhen von 20 bis 100 Zentimetern. Die oberirdischen Pflanzenteile sind mehr oder weniger dicht anliegend behaart. Alle Pflanzenteile duftet intensiv nach Teer (daher der Name); dieser Geruch verstärkt sich beim Zerreiben von Laubblättern oder Stängeln.
Die wechselständig angeordneten Laubblätter sind in Blattstiel und -spreite gegliedert. Der Blattstiel ist relativ lang. Die Blattspreite ist dreiteilig unpaarig gefiedert. Die ganzrandigen und drüsig punktierten stumpfen bis abgerundeten oder spitzen, seltener eingebuchteten, manchmal feinstachelspitzigen Blättchen sind bei einer Länge von 1 bis 6 Zentimetern sowie einer Breite von 0,5 bis 3 Zentimetern eiförmig bis elliptisch sowie fast kahl bis fein behaart. Es sind Nebenblätter vorhanden.

### Generative Merkmale
Die Blütezeit reicht von April bis August. Seitenständig befinden sich in 10 bis 30 Zentimeter langen Blütenstandsschäften die Blütenstände, unter denen sich zwei- bis dreizähnige Hochblätter vorhanden sind. In bis zu 3,5 Zentimeter großen, köpfchenförmigen Blütenständen stehen 7 bis 30 sitzende Blüten dicht zusammen.
Die zwittrigen Blüten sind zygomorph und fünfzählig mit doppelter Blütenhülle. Der becherförmige Kelch mit spitzen Zipfeln ist 12 bis 18 Millimeter lang und behaart. Die blau- bis schmutzigviolette Krone besitzt die typische Form der Schmetterlingsblüte. Die Fahne ist länger als Flügel und Schiffchen. Die 10 Staubblätter sind verwachsen.
Die kleine, einsamige und behaarte, spitze, nicht öffnende Hülsenfrucht im beständigen Kelch ist 11 bis 20 Millimeter lang und schwertförmig geschnäbelt.
Die Chromosomenzahl beträgt 2n = 20.

## Vorkommen
Der Asphaltklee ist im gesamten Mittelmeerraum, von den Kanaren und Madeira im Westen bis zum Schwarzen Meer, dem Kaukasusraum und Arabien im Osten verbreitet. Standorte sind Wegränder, Trockenwiesen, Gebüsche sowie Brach- und Ruderalflächen.

## Inhaltsstoffe
Eine ausführliche Studie zu den Bestandteilen ätherischer Öle aus der Pflanze ergab deutliche Unterschiede zwischen Pflanzen von verschiedenen Fundorten. Für einen der Fundorte wurden zusätzlich Öle aus Blättern und Blüten miteinander verglichen, wobei eher geringe Unterschiede auftraten. Die wichtigste Stoffgruppe der Bestandteile sind Alkohole, die bis über 50 % Anteil ausmachen können, gefolgt von Sesquiterpenen und Kohlenwasserstoffen. Weitere Stoffgruppen, die einige Prozent Anteil ausmachen, sind Phenole, Furocumarine (Angelicin und Psoralen) und Monoterpene. Daneben kommen geringe Mengen an Aldehyden, Carbonsäuren und Carbonsäureestern vor. Die mengenmäßig wichtigsten Alkohole sind (Z, Z)-9,12-Octadecadien-1-ol und (Z, Z, Z)-9,12,15-Octadecatrien-1-ol sowie (E)-Phytol. Wichtige Sesquiterpen-Vertreter sind (E)-Caryophyllen und Germacren D. Die Hauptkomponente unter den Phenolen ist das Plicatin B. Unter den Minderkomponenten der laut dem Pharmaziehistoriker Beßler im Mittelalter Sulfurata (bzw. Sulphurata) genannten Pflanze kommen auch Organoschwefelverbindungen wie Minzsulfid vor. Bei der Untersuchung wurde keine bestimmte Verbindung als charakteristisch für den Geruch identifiziert, vielmehr scheint dieser durch das Zusammenspiel vieler Verbindungen zustande zu kommen. Mit Angelicin, Psoralen und Plicatin B enthält die Pflanze auch verschiedene bioaktive Substanzen.

## Nutzen
Der Gewöhnliche Asphaltklee wird traditionell als Futterpflanze für Ziegen und Schafe verwendet. Die Furocumarine können gegen Schuppenflechte und Vitiligo angewendet werden, Anglicin wird zur Behandlung der Thalassämie angewandt.

## Taxonomie
Die Erstveröffentlichung erfolgte 1753 unter dem Namen (Basionym) Psoralea bituminosa durch Carl von Linné  in Species Plantarum, Seite 763.
Die Neukombination zu Bituminaria bituminosa (L.) C.H.Stirt. wurde 1981 durch Charles H. Stirton in Bothalia, Volume 13, Seite 318 veröffentlicht. Weitere Synonyme für Bituminaria bituminosa (L.) C.H.Stirt. sind: Aspalthium bituminosum (L.) Fourr., Psoralea palaestina Gouan.